# 北濟陰郡
北濟陰郡
北濟陰郡，後改為永昌郡，中國劉宋時設置的郡。

## 沿革
宋文帝元嘉初，濟陰郡定陶、冤句、城陽、句陽、乘氏、離狐、己氏七縣為北魏所取，僅餘單父、成武二縣，併入鄰郡。宋孝武帝孝建元年（454年），以單父（改為僑縣離狐）、成武二縣置北濟陰郡，屬徐州。大明元年（457年），復置豐縣（舊屬沛郡）。至此，北濟陰郡領三縣：離狐、成武、豐，治離狐縣單父城（今山東省單縣）。
宋明帝泰始二年（466年），失淮北四州，北濟陰郡遂入北魏，仍屬徐州。
北齊文宣帝天保七年（556年），因北濟陰郡毗鄰西兗州濟陰郡，遂改為永昌郡，省併離狐縣。至此，永昌郡領二縣：成武、豐。

隋文帝開皇三年（583年），廢永昌郡，領縣直屬徐州。

## 人口
- 宋孝武帝大明八年（464年），北濟陰郡有927戶、3810口。[2]
- 東魏孝靜帝武定中（543年－550年），北濟陰郡有8546戶、21988口。[4]